# Lithobius typhlus
Lithobius typhlus är en mångfotingart som beskrevs av Robert Latzel 1886. Lithobius typhlus ingår i släktet Lithobius och familjen stenkrypare.
Artens utbredningsområde är Frankrike. Inga underarter finns listade i Catalogue of Life.